# Walatka

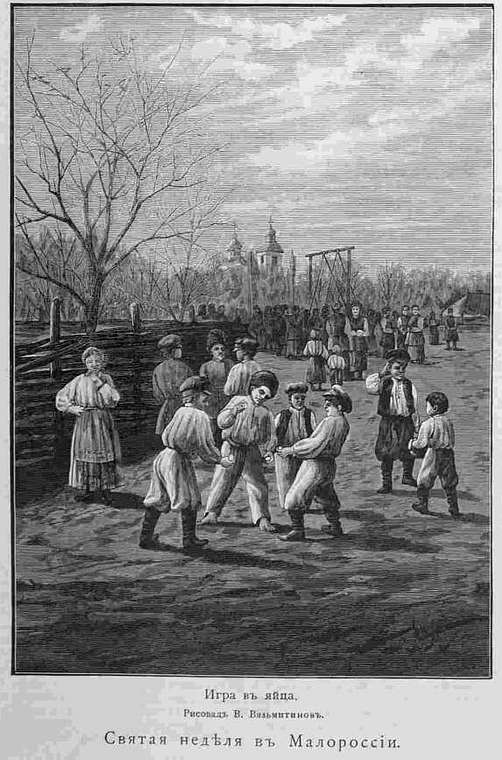
Gra w walatkę w Małorosji

Walatka (zwana też na wybitki) – dawna zabawa wielkanocna. Polegała na takim toczeniu pisanek po stole, by się zderzyły. Właściciel „silniejszego” jajka zabierał rozbitą pisankę przeciwnika. W innym wariancie walatki jajka brano do ręki i stukano się ich czubkami.